# Óbarok
Óbarok é um município da Hungria, situado no condado de Fejér. Tem 19,26 km² de área e sua população em 2015 foi estimada em 754 habitantes.